# Hymenostegia brachyura
Espèce
Synonymes
- Hymenostegia brachyura (Harms) J.Leonard (préféré par NCBI)[2]
- Cynometra brachyura Harms[1]
- Hymenostegia brachyura[2]

Hymenostegia brachyura (Harms) J. Léonard est une espèce de plantes à fleurs du genre Hymenostegia, de la famille des Fabaceae,. C'est un arbre endémique du Cameroun.

## Description
C’est un arbre, d’environ 15 à 25 m de haut. Il appartient au groupe de dicotylédone. Son habitat naturel se trouve dans les forêts pluvieuses et à côté des rivières.

## Distribution
Endémique du Cameroun, relativement rare, l'espèce y a néanmoins été observée sur 7 sites dans 3 régions (Littoral, Centre, Sud).